# Sacsayhuamán

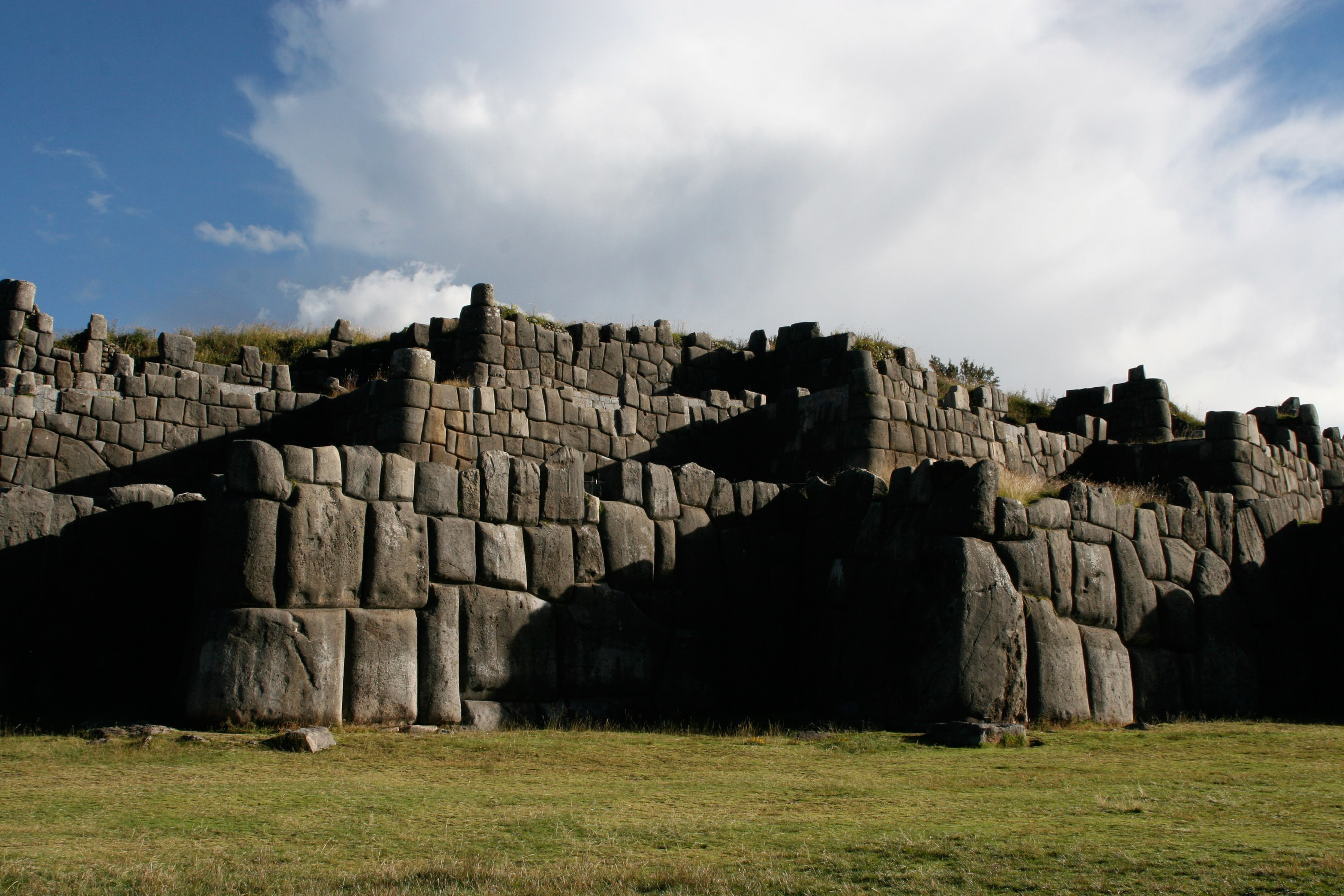
Sacsayhuamán

Sacsayhuamán – kompleks inkaskich kamiennych murów wzniesionych w pobliżu miasta Cuzco w Peru, na wysokości ponad 3600 m n.p.m. W 1983 roku obiekt został wpisany wraz z historycznym miastem Cuzco na listę światowego dziedzictwa UNESCO.
Nieznane jest przeznaczenie budowli, która mogła służyć jako miejsce kultu religijnego bądź twierdza. Przypuszcza się również, że Sacsayhuamán stanowi głowę pumy, której kształt widoczny z lotu ptaka tworzy razem z historyczną częścią miasta Cuzco.
Okres, w którym wzniesiono mury, także nie jest jasny. Według wielu archeologów budowa miała miejsce w drugiej połowie XV wieku, za panowania króla Pachacuteca, względnie została wówczas rozbudowana na bazie budowli powstałych w XI wieku.
13 marca 2008 archeolodzy odkryli w pobliżu Sacsayhuamán ruiny świątyni pochodzącej z czasów preinkaskich (900-1200 n.e.).

## Konstrukcja murów

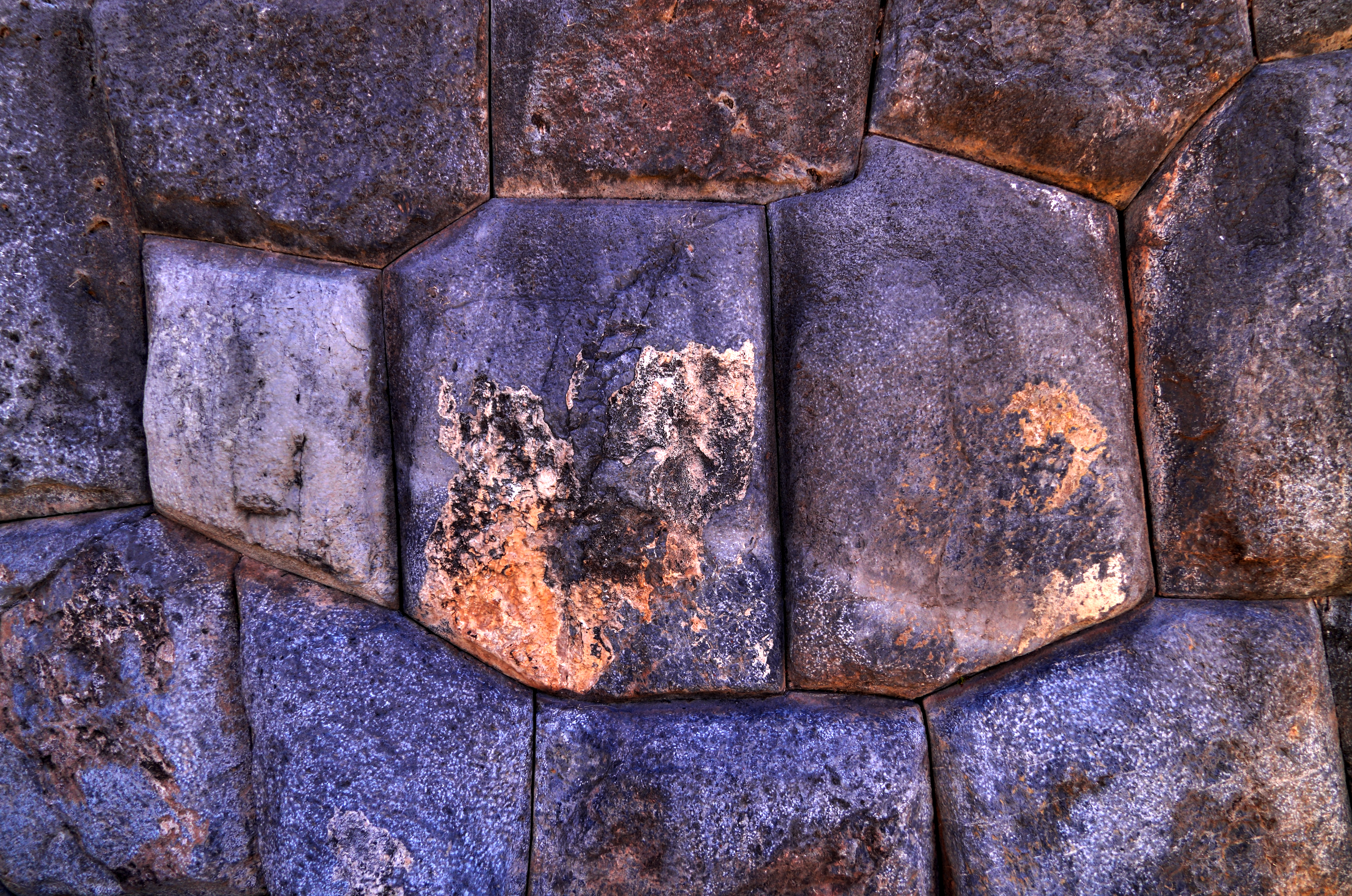
Przykład łączenia kamiennych elementów bez zaprawy

Budowla składa się z trzech megalitycznych murów w układzie tarasowym – jeden nad drugim, zbudowanych w zygzak, rozciągających się na długości około 400 m. Do budowy ścian użyto ogromnych głazów dostarczonych z kamieniołomów znajdujących się w odległości 15 km, a następnie obrabianych w celu idealnego ich dopasowania bez stosowania zaprawy. Największy użyty kamień ma wymiary 9 m wysokości, 5 m szerokości i 4 m grubości. Jego waga wynosi około 350 ton. Nie jest jasne, jak Inkowie transportowali owe kamienie, ponieważ nie znali ani koła, ani rolek. Nie jest również zrozumiałe, jak je obrabiali znanymi sobie narzędziami kamiennymi, których twardość nie wystarczała do obróbki granitu. Poszczególne elementy kamienne były ze sobą połączone bardzo precyzyjnie. 